# زاون اکاویان
زاون وارطانی اکاویان (ارمنی: Զավեն Վարդանի Եկավյան؛ زادهٔ ۱ سپتامبر ۱۹۴۳) زبان‌شناس اهل ارمنستان است.

## زندگی‌نامه
وی در ۱ سپتامبر ۱۹۴۳ در حلب به دنیا آمد و از دانشگاه پاریس و دانشگاه دولتی ایروان فارغ‌التحصیل شد. اکاویان عضو فرهنگستان ملی علوم ارمنستان می‌باشد. وی برنده جوایزی همچون مدال موسس خورناتسی (۲۰۰۰) و نشان مسروپ ماشتوتس (۲۰۰۹) است.